# Lê Tân
Lê Tân (chữ Hán: 黎鑌; 19 tháng 8, 1466 – 6 tháng 11, 1502), còn gọi là Lê Đức Tông (黎德宗) hay Kiến Trinh Tĩnh vương (建貞靚王), là một tông thất hoàng gia Đại Việt thời Hậu Lê – giai đoạn Lê sơ.

## Cuộc đời
Lê Tân sinh vào năm 1466 (năm Quang Thuận thứ 7), cụ thể là ngày 8 tháng 8 âm lịch, là con trai thứ năm của Lê Thánh Tông, mẹ là Chiêu nghi Phùng Diệm Quý, sau truy tôn thụy hiệu Nhu Huy hoàng hậu.
Ngày 10 tháng 7 năm 1471, vua Lê Thánh Tông sai Thượng thư bộ Hộ kiêm Thái tử thái bảo Lê Cảnh Huy mang kim sách, sắc phong cho ông vương hiệu Kiến vương (建王).
Ngày Bính Ngọ năm Nhâm Tuất (tức ngày 6 tháng 11, năm 1502), dưới thời trị vì của Lê Hiến Tông, Kiến vương Tân mất, thọ 37 tuổi. Vua nghỉ chầu 3 ngày, ban tên thụy là Trinh Tĩnh (貞靚).

## Tác phẩm
Kiến vương Tân từ thuở bình sinh đã thông minh hiếu học. Vào thời vua Thánh Tông trị vì, ông đã biên soạn bộ Lạc Uyển thư nhàn (hay Lạc Uyển dư nhàn) gồm 1 tập. Khi Thánh Tông họa thơ thường sai nên Kiến vương Lê Tân họa lại.
Phan Huy Chú bình luận về bộ Lạc Uyển thư nhàn của ông như sau:
| “ | Kiến vương là người trầm tĩnh sâu xa, ham học, giỏi văn, những bài họa thơ ngự chế của vua Lê Thánh Tông có nhiều câu hay... Cách điệu trong trẻo mà khỏe khoắn, được nhiều người đương thời khen ngợi. | ” |

Lê Tung cũng nhắc đến tác phẩm này trong Việt giám thông khảo tổng luận:
| “ | ...Đọc các tập Lạc Uyển dư nhàn của Đức Tông Kiến hoàng đế mà hiểu đúng nguồn gốc sâu xa của mẫu mực đế vương... | ” |

## Gia đình
Kiến vương Lê Tân có chính thất là Trịnh Thị Tuyên, người làng Thủy Chú, huyện Lôi Dương, sinh được 4 người con:
1. Lê Sùng, tước Cẩm Giang vương, bị vua Lê Uy Mục giết năm 1509. Sau khi lên ngôi, Lê Tương Dực truy phong tước Trang Định đại vương (莊定大王). Sau thì con trưởng là Lê Chiêu Tông truy tôn đế hiệu.
2. Lê Oanh, tước Giản Tu công, tức vua Lê Tương Dực.
3. Lê Vinh (黎濴), tước Tĩnh Lượng công, bị vua Lê Uy Mục giết năm 1509, được truy tôn tước Mục Ý vương (穆懿王).
4. Lê Quyên (黎蠲), còn nhỏ nên chưa được phong tước, bị Lê Uy Mục giết năm 1509, được truy tôn tước Dực Cung vương (德恭王).

Hai người cháu của ông là Lê Y và Lê Xuân, con của Cẩm Giang vương Lê Sùng, sau cũng lên ngôi vua, tức Lê Chiêu Tông và Lê Cung Hoàng. Một người cháu khác của ông là Lê Quang Trị, con của Mục Ý Vương cũng lên ngôi trong 3 ngày năm 1516, rồi bị giết.

## Truy tôn
Ngày 29 tháng Chạp năm Kỷ Tỵ (1509), Lê Tương Dực truy tôn thuỵ hiệu cho Kiến vương là Phối Thiên Dụ Thánh Ôn Lương Quang Minh Văn Triết Khoan Hoằng Chương Tín Tuy Hưu Mục Hiếu Kiến hoàng đế (配天裕聖溫良光明文哲寬弘彰信綏休睦孝建皇帝). Mộ phần gọi là Thụ Tiết lăng (受节陵).
Năm 1516, Lê Chiêu Tông, cháu đích tôn của Kiến vương, con của Lê Sùng, đã truy tôn ông nội miếu hiệu là Đức Tông, thụy hiệu Kiến hoàng đế (建皇帝).